# تذهيب عثماني

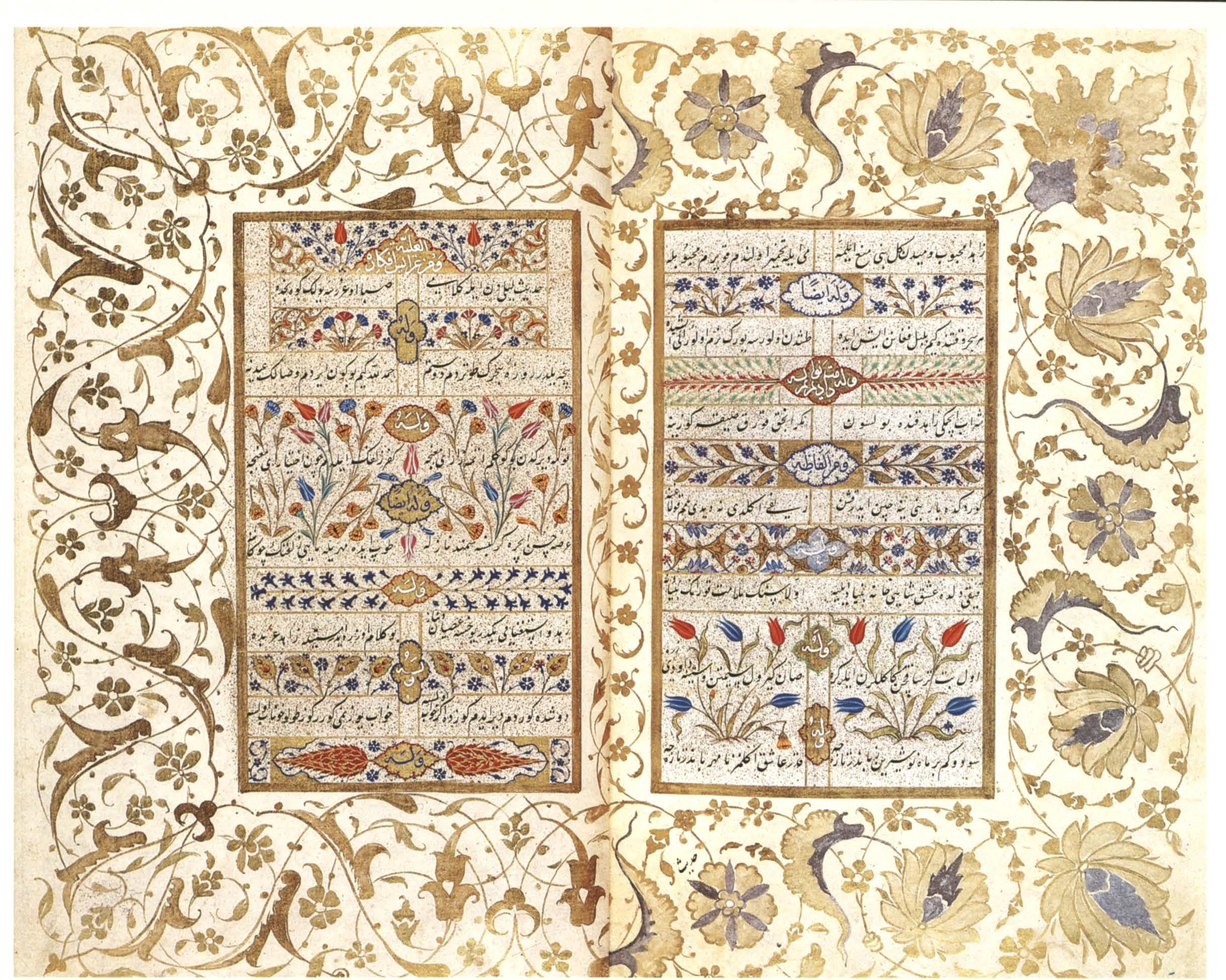
صفحة مزدوجة من "ديوان محبّي"، مجموعة قصائد السلطان سليمان المكتوبة تحت الاسم المستعار محبّي، منقوشة بواسطة كارا ميمي. إسطنبول، 1566. مكتبة جامعة اسطنبول

التذهيب العثماني يُشير إلى الفن الزخرفي غير التصويري المرسوم في المخطوطات أو على الأوراق في المرقعة [الإنجليزية].  في اللغة التركية يطلق عليه اسم "تزيين بالذهب"، يجمع الأسلوب الإسلامي الكلاسيكي في زخرفة المخطوطات بين تقنيات من التقاليد التركية والفارسية والعربية. كان للتذهيب دور محوري في الفنون التقليدية للأتراك العثمانيين، الذين طوروا أسلوبًا للتذهيب متميزًا عن التقاليد السابقة.
كان تصوير المخطوطات، مثل رسم المنمنمات العثمانية (التصوير)،  عملية مختلفة عن زخرفة المخطوطات، وبالتالي تم تنفيذ كل عملية بواسطة فنان مدرب خصيصًا في تلك الحرفة المعينة.
يختلف تصميم التذهيب حسب النص المرتبط به. غالبًا ما كانت النصوص الشعرية تتميز بالزخارف على طول هوامش كتلة النص أو أعمدة النص المتقطعة.  تتميز نسخ القرآن الكريم من العصر العثماني في القرنين الرابع عشر والسادس عشر بصفحات افتتاحية مزخرفة بالكامل (الليفا أو زخرفة اللوحة)، مع وجود صفحات لاحقة فقط تتميز بالزخرفة على حواف كتلة النص (زخرفة كولتوك). 
وقد استخدمت تقنيات التذهيب لتزيين مخطوطات القرآن الكريم بالإضافة إلى وسائل أخرى مثل الأوراق المزخرفة وأغلفة الكتب والمنسوجات والسيراميك والألواح الزجاجية والخشبية والأعمال المعدنية والأسطح المعمارية.  تمت زخرفة مخطوطات القرآن الكريم والأعمال الأدبية أو التاريخية في ورش القصر أو في ورش الفنانين الخاصة. كانت المخطوطات المزخرفة متاحة عمومًا للسلاطين بسبب تكلفة إنتاجها المرتفعة.  ساهم إنتاج الأعمال الفنية المضيئة تحت رعاية ملكية أو نخبوية في وحدة الأسلوب التي تُلاحظ بشكل متكرر في الفنون الزخرفية التركية. 

## التاريخ

### التذهيب ما قبل العثماني (القرنين التاسع والعاشر)
ظهرت الأمثلة الأولى للتذهيب بين الأتراك على اللوحات الجدارية وزخارف الكتب التي رسمها الأتراك الأويغور .  وقد انتشر فن الزخرفة في القرنين التاسع والعاشر حيث كان يستخدم لتذهيب وتزيين هوامش المخطوطات القرآنية.  بدأت المخطوطات الكوفية في هذه الفترة في دمج الزخارف الهندسية الأكثر تفصيلاً كعمل من أعمال العبادة الدينية وأداة لتسهيل قراءة النص.  بنى الفنانون العثمانيون على الإرث الذي تركه هؤلاء الفنانون ما قبل العثمانيين مع دمج أساليبهم وتقنياتهم الخاصة.

### التذهيب العثماني المبكر (القرنين الثالث عشر والخامس عشر)

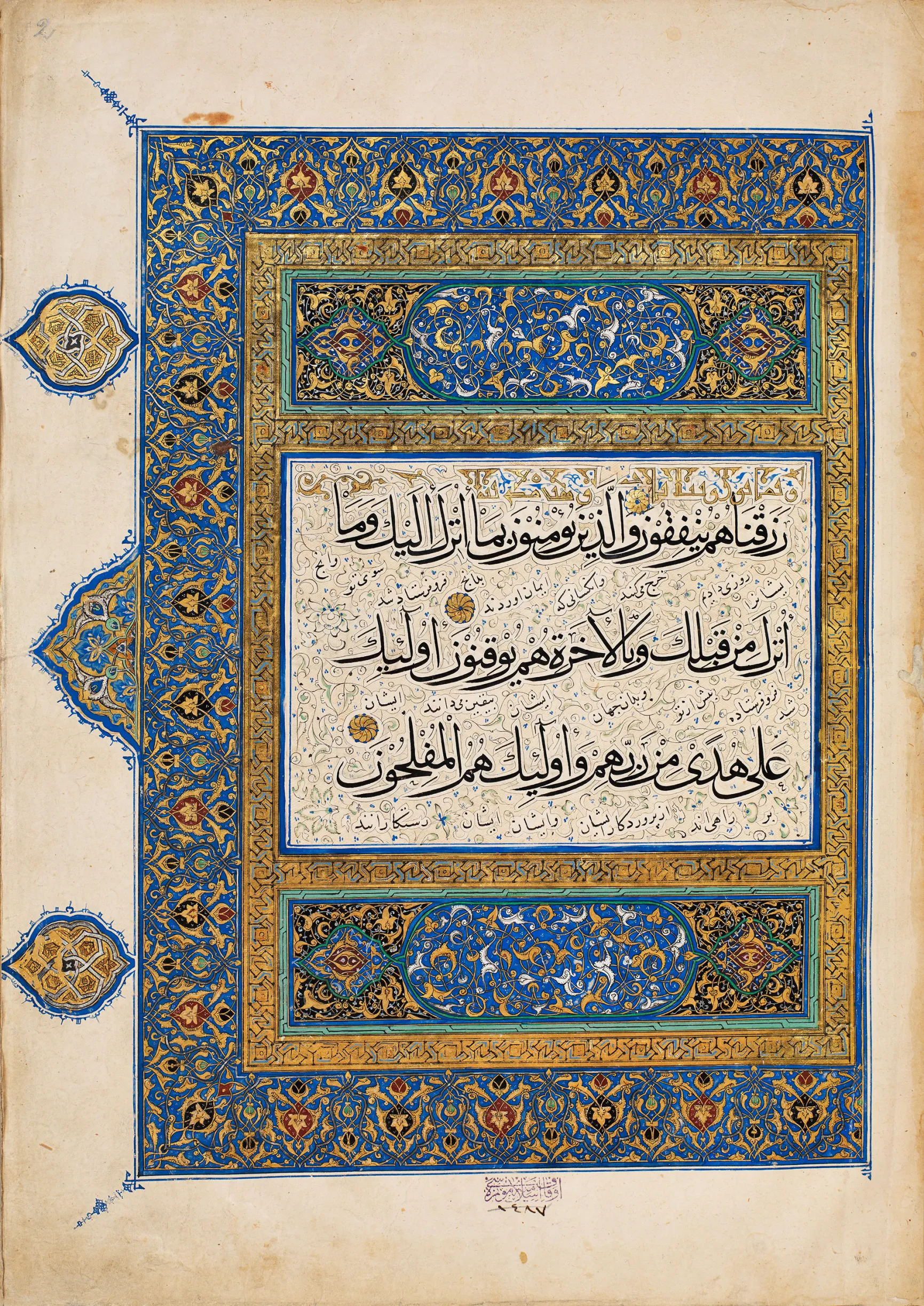
صفحة من القرآن الكريم. ربما أدرنة ، 1457-1458. متحف الفنون التركية والإسلامية

خلال حكم الأتراك السلاجقة في القرنين الثالث عشر والرابع عشر، انتشرت تقنيات التذهيب في جميع أنحاء آسيا الوسطى وآسيا الصغرى .  تميزت زخارف هذه الفترة بالتصاميم والزخارف الهندسية. وقد أنتجت ورش القصر، التي أنشئت في عهد السلطان محمد الفاتح ، معظم نماذج التذهيب. كان الفنان البارز بابا نقاش يقود ورشة عمل للزخرفة أنشأها السلطان محمد الفاتح في قصر توبكابي ، حيث قام بإنتاج روائع فنية أثناء تدريب الطلاب الجدد في فن الزخرفة.
ابتداءً من القرن الخامس عشر، سمحت التقنيات المتطورة في صناعة الورق وصباغة الصفحات بدمج ألوان أكثر تنوعًا في المخطوطات الورقية. يمكن تزيين الصفحات بغبار الذهب أو الرخام باستخدام تقنية الآبري المستوردة من الصين. 
في القرن السادس عشر، شهد فن الزخرفة العثمانية ذروته الثانية منذ عهد السلطان محمد الثاني. نشأ أسلوب الزخرفة التركية الكلاسيكية، في حين بدأ استخدام الزخرفة على نطاق أوسع خارج تزيين الكتب، وتزيين أشكال الفن مثل النسيج والسيراميك. 

### العصر الذهبي (حوالي 1520-1566)

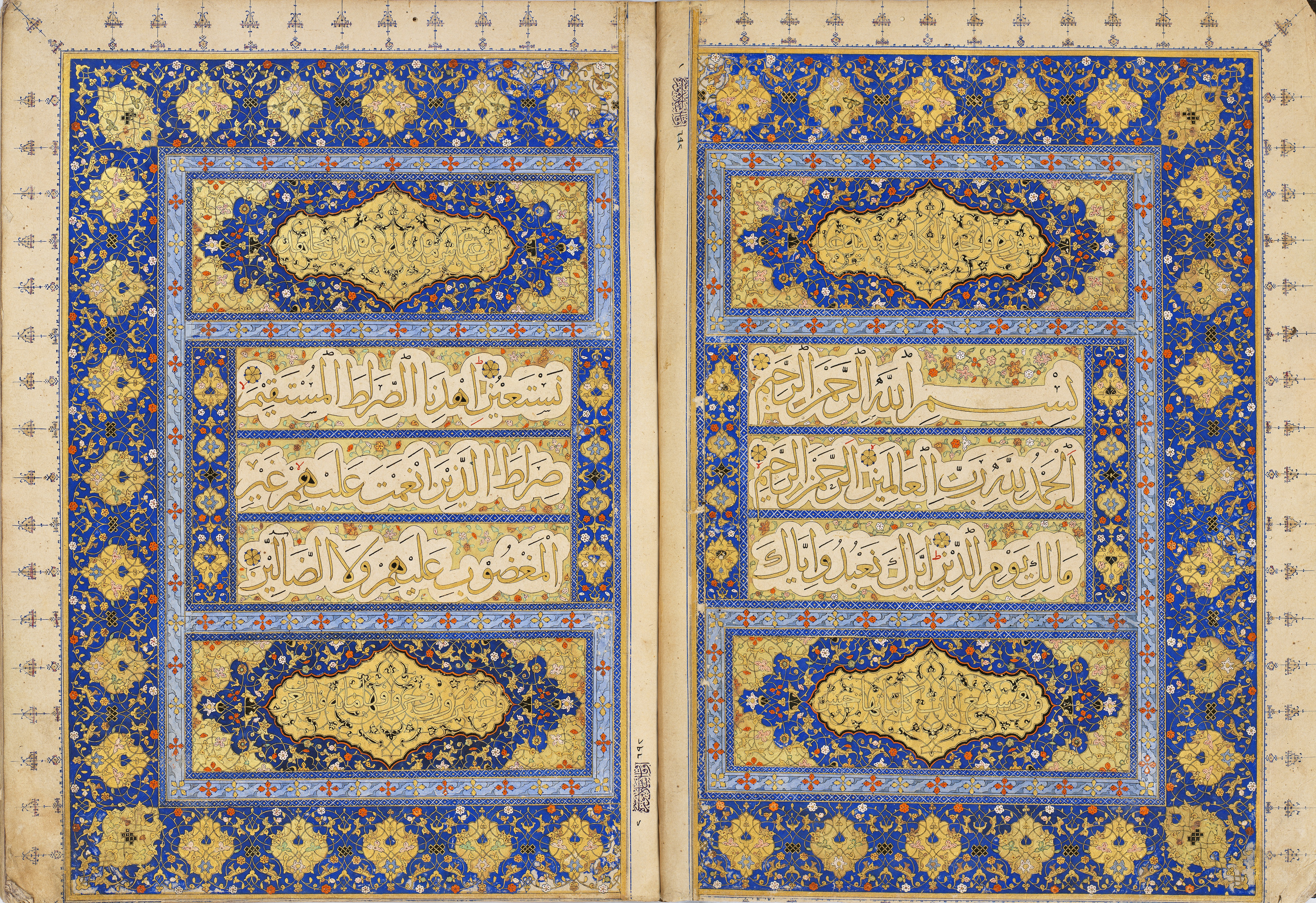
صفحات الافتتاح من القرآن الكريم ربما كانت مخصصة لسليم الأول (1512-1520). إسطنبول، بتاريخ سبتمبر 1517. متحف الفنون التركية والإسلامية

لقد حدث "العصر الذهبي" للزخرفة العثمانية في عهد السلطان سليمان القانوني ، والذي امتد من عام 1520 إلى عام 1566. تم استخدام الزخرفة لتزيين المراسيم الملكية والشعارات ، وأغلفة الكتب، ورؤوس سور القرآن الكريم، والصفحات الأخيرة. كان الفنانون الذين يعملون في ورش العمل الملكية يستخدمون في المقام الأول الحبر الذهبي والأزرق الداكن.  كان الفنانان العثمانيان شاه كولو [الإنجليزية] البغدادي وتلميذه كراميمي رائدين في أسلوب "السازيولو" (القصب) [الإنجليزية] الطبيعي، الذي يتميز بأشكاله النباتية.  أدخل كاراميمي في وقت لاحق أسلوب "العمل الحلي" إلى تقاليد الزخرفة العثمانية أثناء عمله كرئيس للزخرفة في ورشة الزخرفة في قصر السلطان سليمان القانوني. 

### التأثيرات الأوروبية (القرنين الثامن عشر والعشرين)

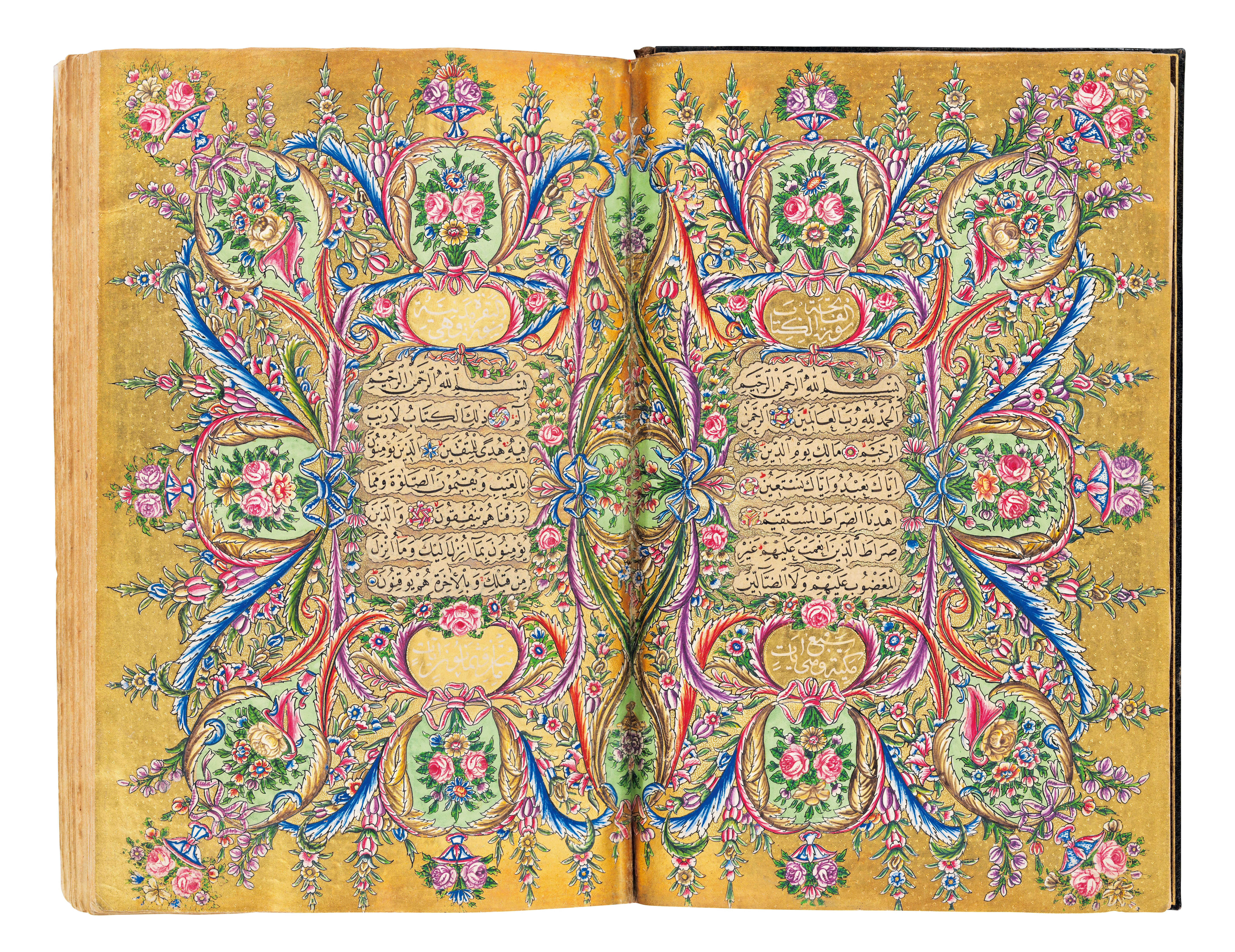
نسخة القرآن الكريم من تأليف عبد الله زهدي ، 1848-1849. متحف سادبيرك هانم

تميزت فترة الزنبق للتذهيب (1718-1730) بدمج الزهور الكبيرة والباقات في الديكور، متأثرة بأنماط الروكوكو الفرنسية [الإنجليزية] .  تعكس هذه التصاميم الزهرية ثلاثية الأبعاد والطبيعية تأثير التغريب الثقافي.  ومن أبرز الفنانين في هذه الفترة أحمد أفندي، وعلي راغب، ورشيد، وأحمد عطا الله.
أدى ظهور الطباعة في القرن التاسع عشر إلى تراجع التذهيب.[بحاجة لمصدر] ومع ذلك، شهد القرن العشرين إحياءً لهذا الشكل الفني بفضل جهود سهيل أونفر، ريكات كونت، محسن دميرونات، إسماعيل حقي ألتونبزر، وفيض الله دايجيل، وغيرهم. [بحاجة لمصدر] مع تأسيس قسم الفنون الزخرفية التركية داخل أكاديمية الفنون الجميلة، تم تثقيف أجيال جديدة من فناني الزخرفة.  يوجد اليوم العديد من الفنانين في مجال التذهيب، مثل جيجك درمان، غولنور دوران، شاهين إينالوز، جاهدة كسكينر، أولكر إركي، ميليك عنتر ومنور أوجير (جميعهم من النساء). [بحاجة لمصدر]

## الزخارف المشتركة

### الهندسي

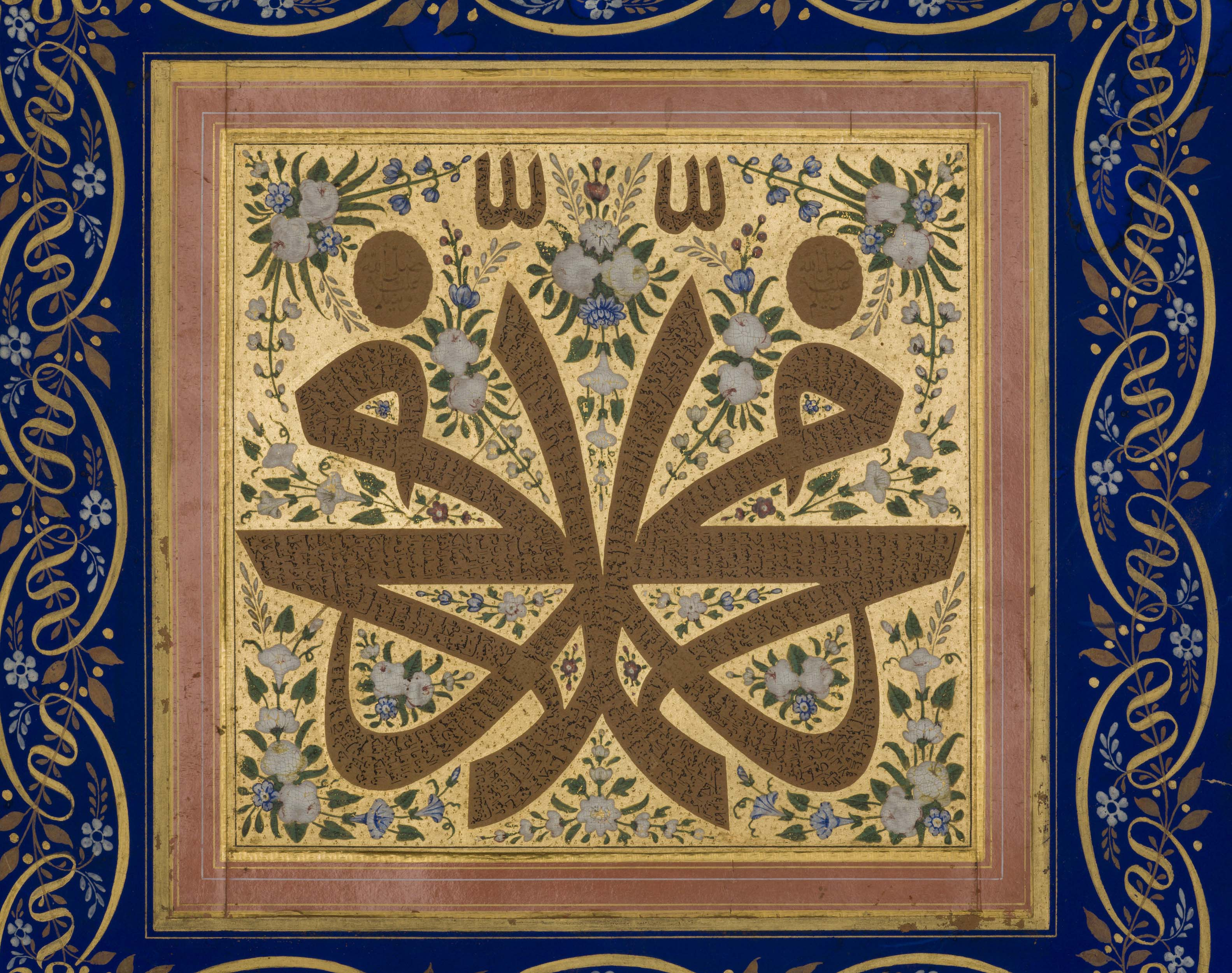
اسم "محمد" ينعكس في الآيات القرآنية بداخله. مجموعة الخليلي للفن الإسلامي

اكتسبت الأنماط الهندسية شعبية كبيرة خلال القرن الثالث عشر في عهد السلاجقة والإيلخانات، واستمر استخدامها خلال الفترة العثمانية المبكرة.
غالبًا ما تم دمج الأشكال الهندسية مثل المربعات والدوائر والمثلثات والنجوم في شكل واحد. كان يُعتقد أن نسج هذه الأشكال يدل على اللانهاية.
غالبًا ما يتم استخدام الزخارف الهندسية في الصفحات الأمامية المفردة أو المزدوجة، والتي يشار إليها أيضًا باسم صفحات السجاد. تتميز هذه الصفحات بزخارف كاملة الصفحة تستخدم زخارف هندسية ونباتية مثل الزخارف العربية والنخيل.

### النباتي

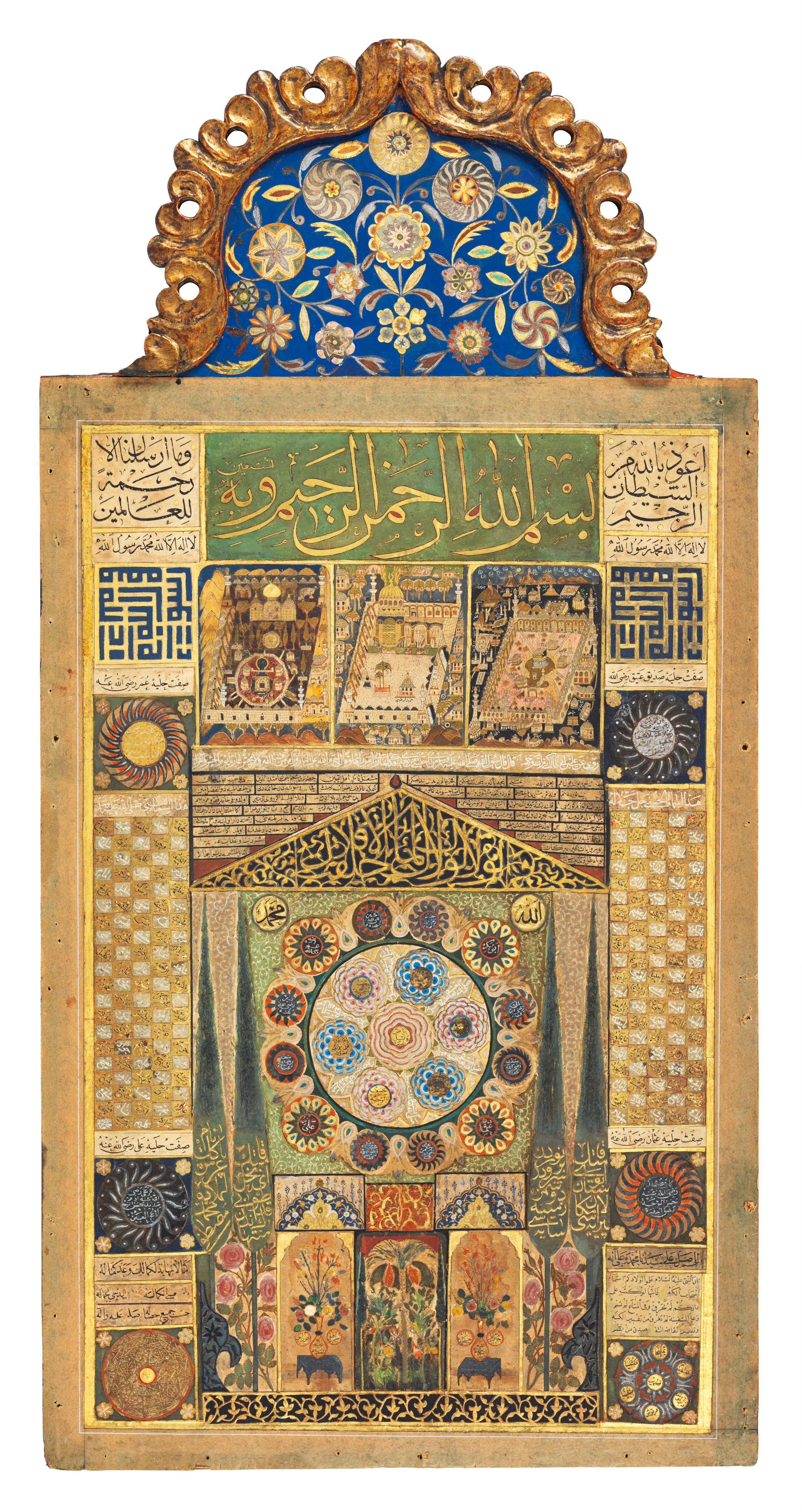
الحلية الشريفة ، حوالي عام 1725. متحف سادبيرك هانم

الزخرف الرومي هو أحد الزخارف المستخدمة بشكل شائع والتي نشأت في آسيا الوسطى وتم تطويرها بشكل أكبر من السلاجقة الأناضوليين . نشأ الرومي من خلال تصميم أجنحة الحيوانات وأرجلها وجذوعها، ولكن في القرن الثالث عشر، تبنى المزخرفون العثمانيون هذا الزخرف، وقاموا بتنويع أشكاله.
كانت الأشكال النباتية، بما في ذلك الأوراق والسيقان والبراعم المنمقة (مثل الجونكا، أو الزهرة غير المفتوحة)، عنصرًا مشتركًا في أسلوب الخاتاي للتذهيب. تكون أزهار الخاتاي عادةً متناظرة على المحور الرأسي. هناك نمط نباتي شائع آخر وهو البانتش أو التورق ذو الخمس نقاط. كانت هذه الأشكال تُستخدم غالبًا في وسط التصميم. 
كانت الزخارف المنهاني أو "الخطوط المنحنية" مستخدمة بشكل شائع بين القرنين الحادي عشر والخامس عشر، وخاصة في زخرفة المخطوطات المكتوبة بخط اليد. 
كانت الشوكة أو الزخارف الزهرية الطبيعية تُستخدم على نطاق واسع في الزخارف العثمانية منذ القرن السابع عشر فصاعدًا. وقد ظهرت هذه الزخارف بالتزامن مع ظهور تأثيرات الباروك والروكوكو الأوروبية . يتضمن هذا الزخرف تصميم أزهار مختلفة، بما في ذلك زهرة التوليب، والقرنفل، والبنفسج، والسوسن. 

### سلسلة السحابة
خلال القرن الخامس عشر، وتحت رعاية الإمبراطورية التيمورية ، بدأ أسلوب أكثر دقة في التذهيب يعتمد على الزخارف المتسلسلة السحابية. حلت هذه الحركة محل أسلوب الزخرفة الإيلخاني الهندسي الذي ظهر في القرن الثالث عشر في بلاد فارس والعراق. 
يُعد نمط البولوت أو السحابة تمثيلًا منمقًا لحركة السحابة عبر السماء. الشكلان الرئيسيان لنمط السحابة هما السحابة الحرة والسحابة المجمعة. يتم رسم السحب الحرة بشكل مستقل في التصميم، بينما تجمع السحب المجمعة السحب الفردية مع دمج الخطوط المنحنية.  كانت الأشرطة السحابية المجمعة بين الزخارف الميدالية سمة مميزة للتذهيب في عهد بايزيد الثاني . 

### الأشكال الزخرفية

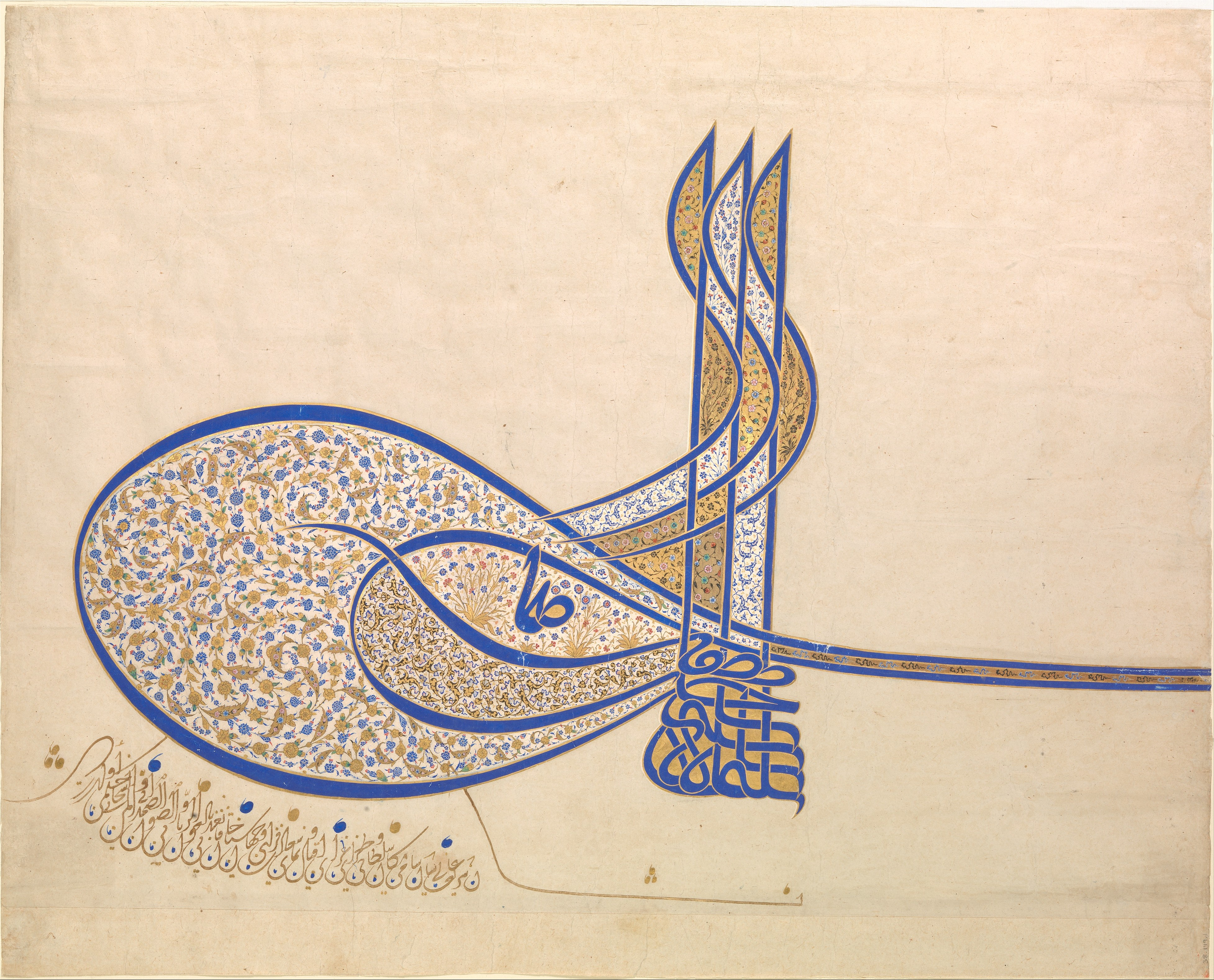
طغراء سليمان القانوني (1520-1566)، حوالي 1555-1560. متحف متروبوليتان للفنون

الشمسة هي شكل دائري يرمز إلى الشمس والضوء. كانت هذه الأشكال تُستخدم عادةً على الغلافات الداخلية أو المجلدات للأعمال المكتوبة بخط اليد. يمكن أيضًا إحاطة زخرفة الشمسة بزخارف منحنية أو نباتية، أو تداخلها مع أشكال هندسية أخرى لتشبه البتلات. 
الحلية هي رسم خطي يتضمن وصفًا مكتوبًا للخصائص والصفات الجسدية للنبي محمد. كان نص التلة غالبًا ما يكون موجودًا داخل خرطوشة دائرية أو مستطيلة مزخرفة. 
الطغراء هو رمز يمثل شارة السلطان، وغالبًا ما يتم تضمينه في الجزء العلوي من الفرمان أو المرسوم الإمبراطوري العثماني. كانت الزهور على طراز كاراميمي تُستخدم عادةً لتزيين الشعارات.

## قراءة إضافية
- Rogers، J. M. (2000). Empire of the Sultans : Ottoman art from the Khalili collection (ط. 4th). Alexandria, Va.: Art Services International. ISBN:0-88397-132-1. OCLC:41165435.
- Turkish Culture Portal – Illumination